# Augustina Steinhauser
M. Augustina Steinhauser (* 1884; † 1964; geboren als Agathe Steinhauser) war eine deutsche Ordensfrau der Franziskanerinnen von Sießen.

## Werdegang
Steinhauser trat 1899 in das Kloster Sießen ein und legte dort 1913 ihre Profess ab. Sie war von 1936 bis 1948 die fünfte Generaloberin des Klosters Sießen. In diese Zeit fiel die Schließung des Klosters und Vertreibung der Nonnen durch die Nationalsozialisten. Nach Kriegsende erreichte sie die Rückführung des beschlagnahmten Klosters und die Wiedereröffnung der zugehörigen Schulen.

## Ehrungen
- 1952: Verdienstkreuz am Bande der Bundesrepublik Deutschland